# Manuel Bernardo de Abreu Lopes
Manuel Bernardo de Abreu Lopes (Ilha Terceira, Açores, Portugal, — Ilha Terceira, Açores, Portugal, 12 de março de 1865) foi um militar e político português.

## Biografia
Os seus serviços à causa liberal foram relevantes, tanto no batalhão de caçadores nº 5, como na companhia de voluntários que partiu da cidade de Angra do Heroísmo. Depois, também na legião nacional, e no último batalhão de voluntários da rainha, no qual tinha o posto de tenente -ajudante. Foi condecorado com a medalha n.° 6 das campanhas da liberdade.
Foi empregado nas provedorias do concelho de Angra do Heroísmo, criadas com a organização administrativa de 1832, foi provido, em 1836, no emprego de escrivão da administração, lugar que exerceu até à sua morte, em 1865.